# Вялсы
Вя́лсы — село в Сасовском районе Рязанской области России. Входит в состав Батьковского сельского поселения.

## Географическое положение
Село находится в центре Сасовского района, в 17 км к юго-востоку от райцентра на реке Цне.
Ближайшие населённые пункты:

— село Мордвиново в 4 км к северу по асфальтированной дороге;

— посёлок Батьки в 1,5 км к востоку по асфальтированной дороге.
Ближайшая железнодорожная станция Берестянки, находится в 7 км к северу по асфальтированной дороге.

## Природа
Зона широколиственных и смешанных лесов.

#### Климат
Климат — умеренно континентальный с умеренно жарким летом (средняя температура июля +19 °С) и относительно холодной зимой (средняя температура января −11 °С). Осадков выпадает около 600 мм в год.

#### Рельеф
Высота над уровнем моря 89—96 м.
Рельеф окрестностей однообразный, плоский, со слегка наклонённой поверхностью к долине Цны.

#### Гидрография
Вялсы расположены на правом берегу Цны, при впадении в неё реки Вялсы.

#### Почвы
Расположение в непосредственной близости от относительно крупной реки обусловило наличие аллювиальных почв, представленных песками и супесями.

#### Растительность
В окрестностях много залежных земель, постепенно зарастающих берёзой и осиной.

## История
Первое документальное описание поселения 1683г. https://proza.ru/2024/03/20/1484
В 1883 г. село Вялсы было волостным центром Вялсинской волости Елатомского уезда Тамбовской губернии.
С 2004 г. и до настоящего времени входит в состав Батьковского сельского поселения.
До этого момента входило в Батьковский сельский округ.

#### Топоним
Селение названо по речке Вялса.

## Население
| 1914 | 1984 | 1985 | 1989 | 1995 | 1996 | 2002 |
| ---- | ---- | ---- | ---- | ---- | ---- | ---- |
| 1769 | ↘440 | →440 | ↘313 | ↘265 | ↘249 | ↘187 |
| 2010 | 2011 | 2012 | 2013 | 2014 |      |      |
| ↘120 | ↗149 | ↘136 | ↗158 | →158 |      |      |

#### Известные уроженцы
- Блинов Иван Петрович (1904—1981) — Герой Социалистического Труда;
- Вараксин, Фёдор Дмитриевич (1908—1975) — советский государственный деятель.

## Хозяйство
В конце 1920-х гг в организован колхоз «Победа» — один из первых колхозов в районе.
Сельскохозяйственные и промышленные предприятия отсутствуют.

## Инфраструктура

#### Дорожная сеть
Непосредственно через Вялсы проходит асфальтированная тупиковая автодорога Сасово — Ключи, благодаря которой населённый пункт круглый год связан с райцентром.

#### Улицы
В селе 6 улиц: Дачная, Комсомольская, Луговая, Набережная, Октябрьская, Первомайская.

#### Транспорт
Связь с райцентром осуществляется маршрутом № 111 Сасово — Арга.
Автобусы малой либо средней вместимости (в зависимости от дня недели) курсируют круглогодично по данному маршруту два раза в день.
Стоимость проезда до Сасово составляет 34 рубля.

#### Связь
Электроэнергию село получает по транзитной ЛЭП 10 кВ, от здесь же расположенной подстанции 35/10 кВ «Вялсы».

#### Инженерные сооружения
С 1968 г. имеется центральное водоснабжение. В начале 2000-х гг село было газифицировано.

#### Культура
В 2009 г. установлен памятный крест на место сожженной в 1933 г церкви святого Николая. 
В конце 2015 года началось строительство новой церкви, на месте старой.